# Pesterwitz
Pesterwitz ist ein Stadtteil der sächsischen Großen Kreisstadt Freital im Landkreis Sächsische Schweiz-Osterzgebirge.

## Geographie

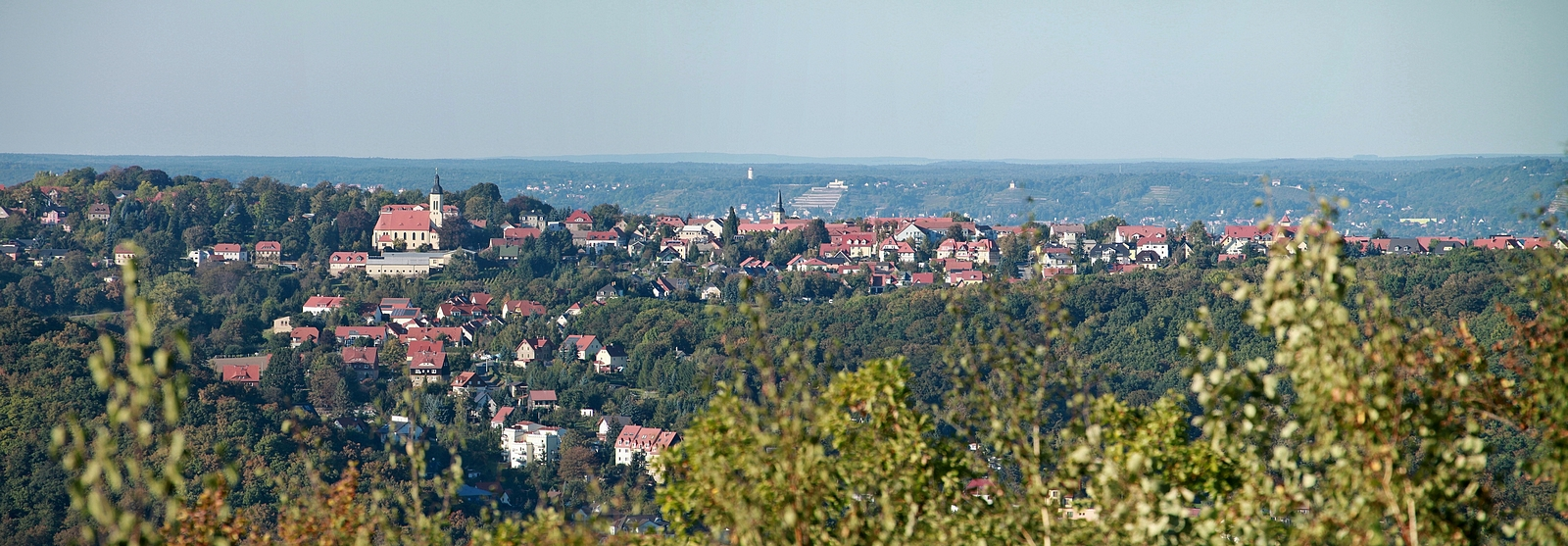
Blick vom Windberg auf Pesterwitz

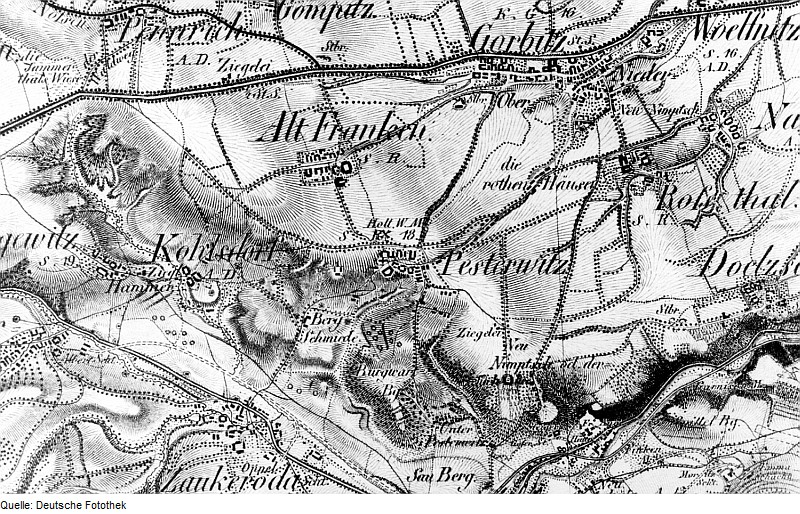
Karte von Pesterwitz 1821

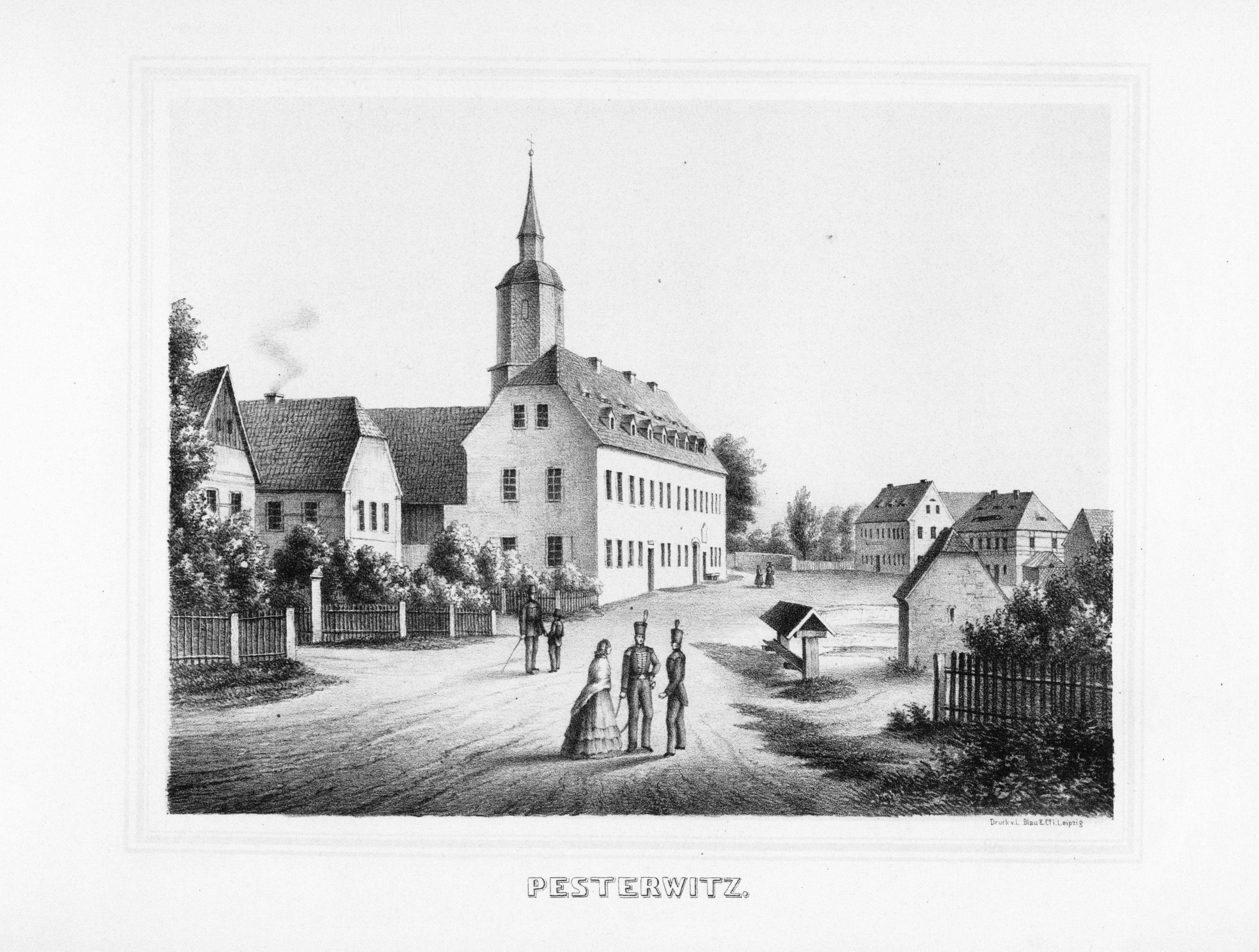
Rittergut Pesterwitz (um 1856)

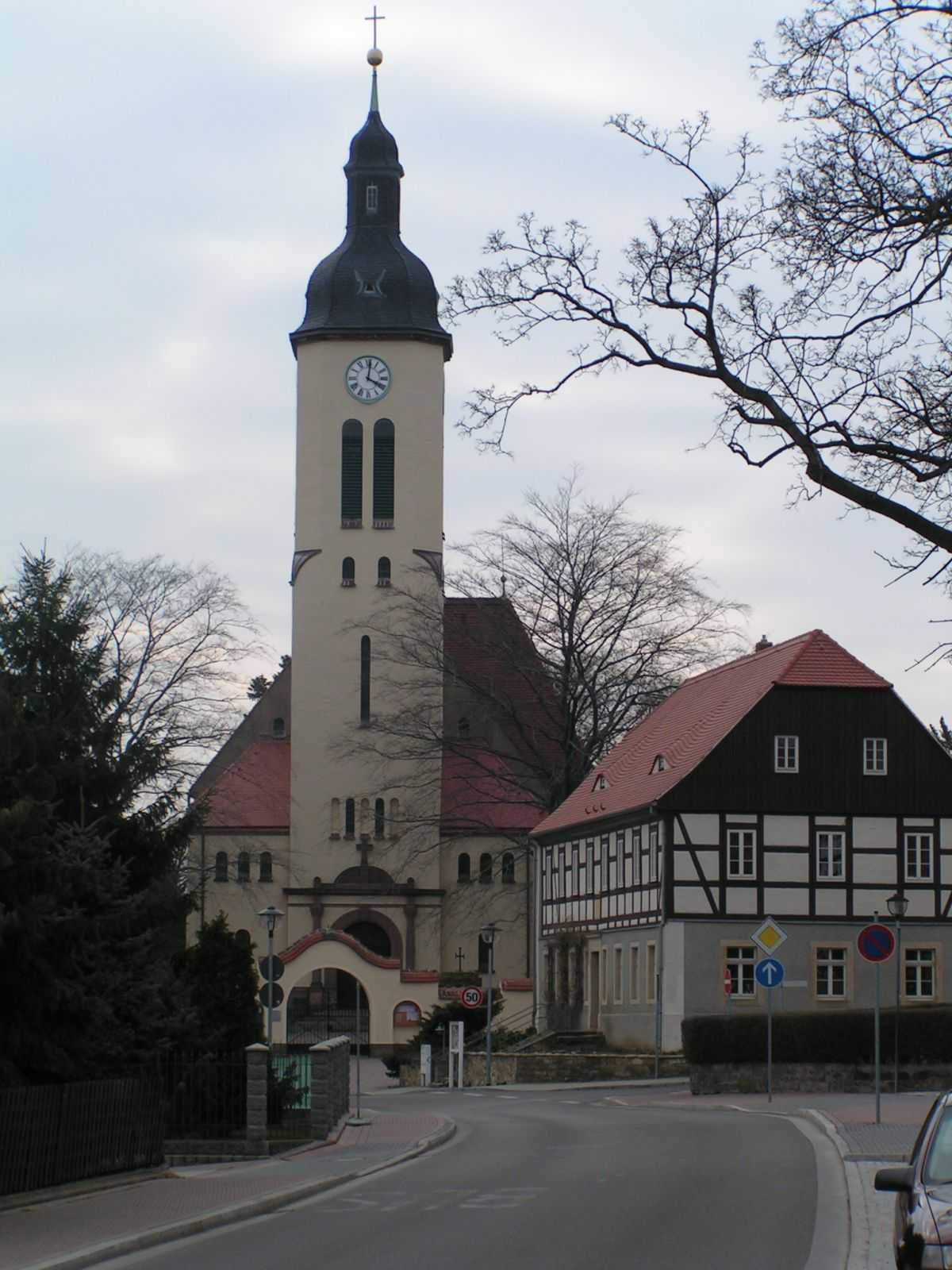
St.-Jakobus-Kirche (2004)

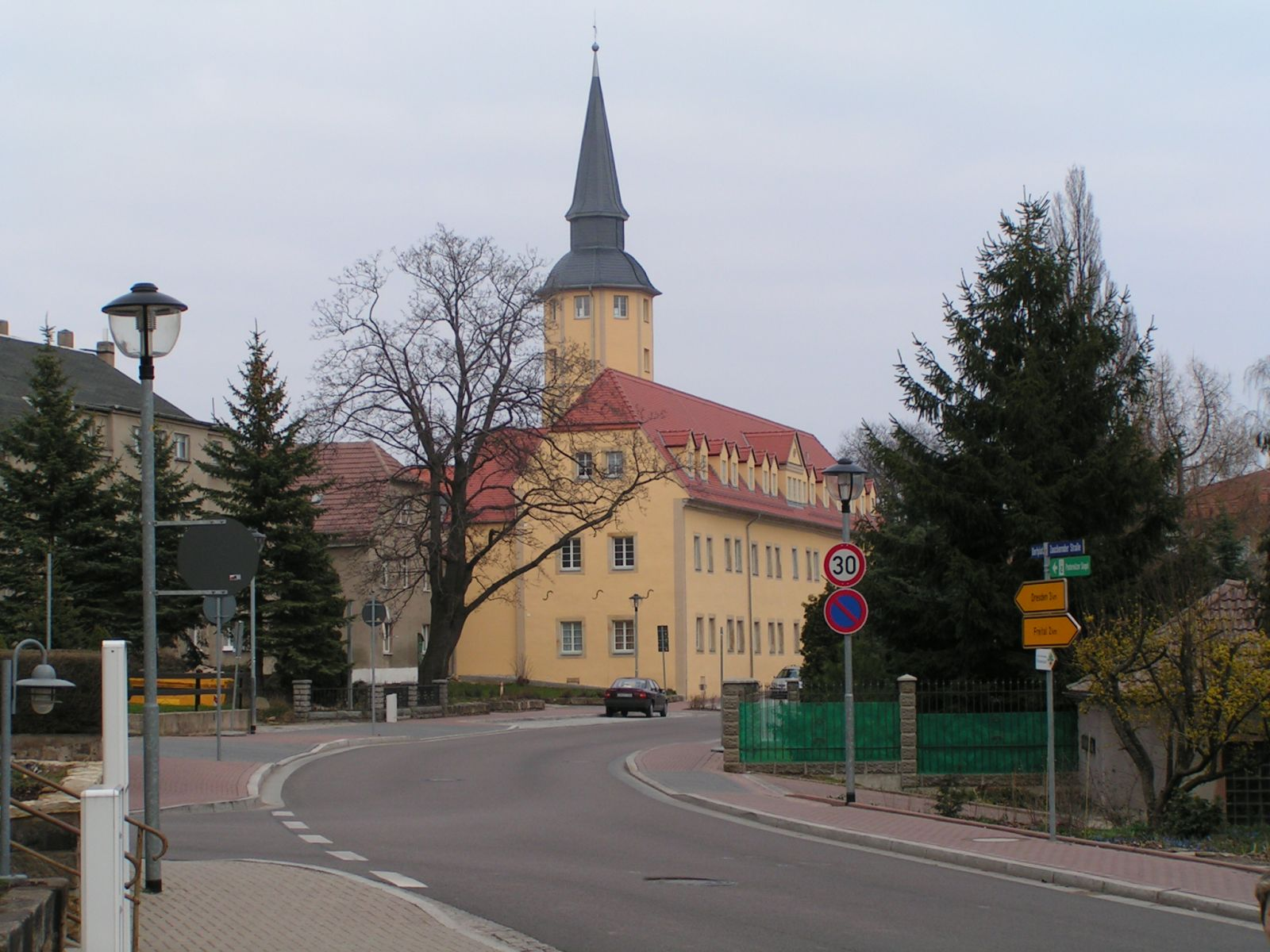
Rittergut

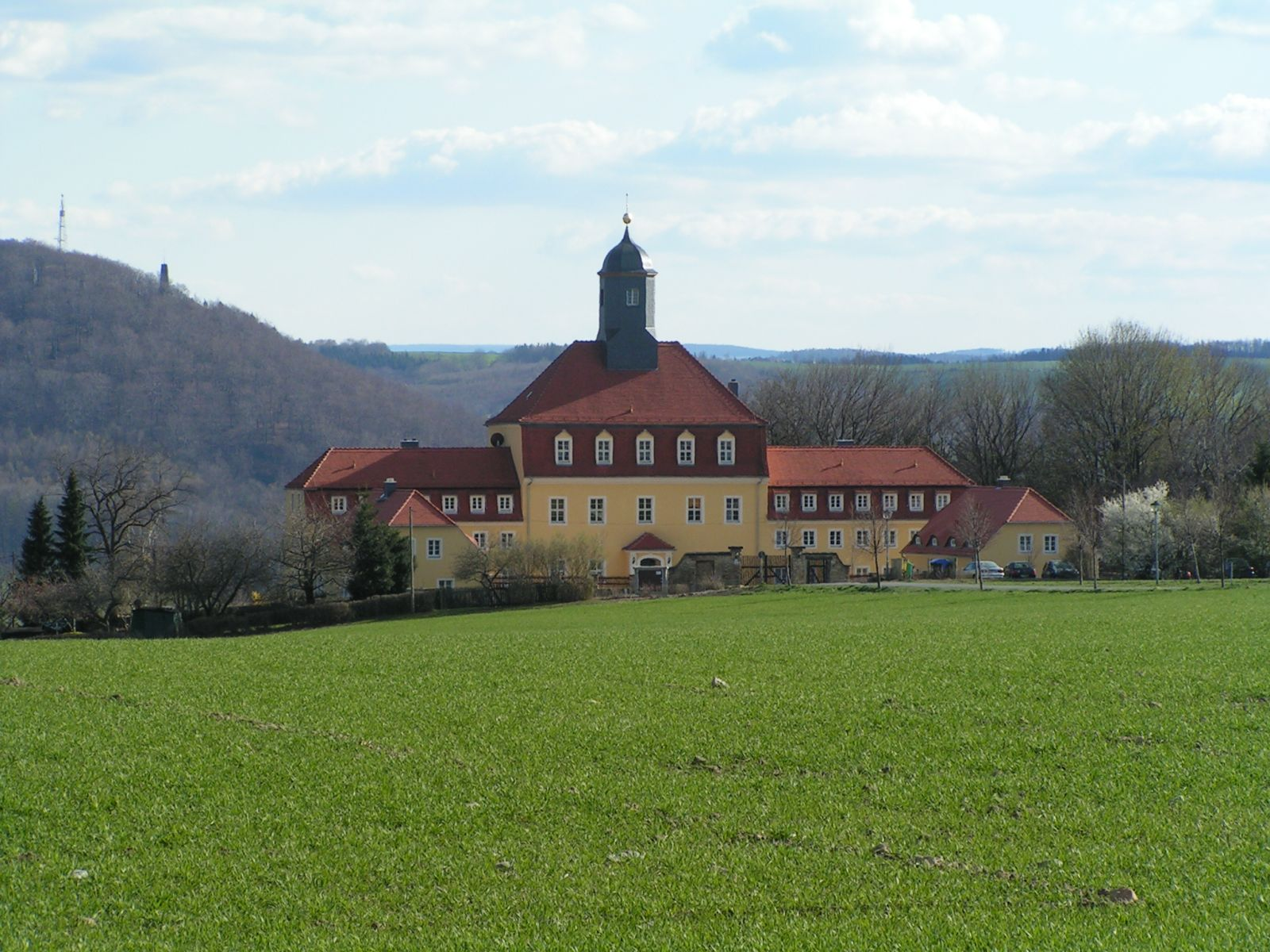
Weinbergschlösschen Jochhöh, im Hintergrund der Windberg

Der Ort liegt auf einer Anhöhe zwischen dem Tal der Weißeritz mit Freital und dem Tal der Elbe mit Dresden. Die anliegenden Stadt- oder Ortsteile sind Altfranken, Gorbitz, Roßthal, Dölzschen (alle zu Dresden), Potschappel, Zauckerode, Wurgwitz (alle zu Freital). Pesterwitz befindet sich nördlich des Burgwartsbergs, oberhalb des Weißeritztales.

## Wappen
Das Pesterwitzer Wappen zeigt auf weiß/weinrotem Grund eine Weintraube, eine Hacke, sowie Schlägel und Eisen. Dies verweist auf die wichtigsten Einnahmequellen des Ortes: Den Weinbau, die Landwirtschaft, die bis heute betrieben werden, und den Bergbau von Kohle im Döhlener Becken, welcher aber seit dem 19. Jahrhundert ruht.

## Geschichte
Lange Zeit galt eine Erwähnung eines Burgward Bvistrici (siehe Bystritza) in einer Urkunde von Heinrich IV. aus dem Jahre 1068 als erste Erwähnung von Pesterwitz. Dies ist aber unter Historikern umstritten. Gesichert ist jedoch die Bedeutung Pesterwitz' schon im 11. Jahrhundert, da hier schon um 1100 eine Pfarrkirche erwähnt ist. Das bedeutet eine Kirche, von deren Standort ein Pfarrer meist mehrere Kirchgemeinden (oft auch mit mehreren Kirchen) zu versorgen hatte. Die St.-Jakobus-Kirche ist die erste Kirche am „Sächsischen Jakobsweg an der Frankenstraße“ (Görlitz–Hof), die heute noch den Namen des Heiligen trägt.
Der Burgberg wird als Standort der Burg Thorun betrachtet, die der Burggraf von Dohna erbauen ließ und die den Anlass zur Ersterwähnung der Stadt Dresden gab, denn Markgraf Dietrich von Meißen entschied 1206 in einer zu Dresden datierten Urkunde, dass die Burg auf bischöflich-meißnischem Territorium stand und abgerissen werden musste. Zur Erinnerung an dieses Ereignis wurde 2006 ein Gedenkstein auf dem Burgberg eingeweiht.
Pesterwitz wurde im Jahr 1311 erstmals als Besterwiz urkundlich erwähnt. Der Name geht auf den altsorbischen Personennamen Bezstryj zurück. Vergleichbare Namen gibt es auch in der altpolnischen und der alttschechischen Sprache. In der Übersetzung heißt das Bruder des Vaters. Es handelt sich also um die Siedlung der Leute eines Bezstryj.
Der Geheimsekretär Christian Reichbrod von Schrenkendorf (1613–1660) des Kurfürsten Johann Georg I. erwarb 1649, 1650 und 1653 drei Güter in Pesterwitz und wurde Rittergutsbesitzer von Pesterwitz. Seine Nachfahren teilten sich in zwei Linien, die Klingenberger und Pesterwitzer Linie. Die Pesterwitzer Linie erlosch mit Christian Ehrenreich Reichbrod von Schrenkendorf († 29. September 1735 in Teplitz) und seine Schwester und Universalerbin Christiane Hedwig von Hohberg auf Börna behielt das Rittergut noch bis 1737.
1737 ging das Rittergut in den Besitz des Reichsgrafen Heinrich von Brühl über. 1740 erwarb es Friederica Sidonia von Nimptsch. 1794 ließ Günter Carl Albrecht von Nimptsch das barocke Schlösschen „Jochhöh“ erbauen. Dieses wurde 1848 als Hochzeitsgeschenk von Karl Friedrich von Burgk an Carl Friedrich August Freiherr Dathe von Burgk verschenkt.
In den Jahren 1817 bis 1837 wurde unter der technischen Leitung von Ernst Friedrich Wilhelm Lindig der Tiefe Elbstolln angelegt, der auch unter der Gemeinde Pesterwitz durch den Berg geht. In diesem 6,5 Kilometer langen Stollen sollte die abgebaute Kohle aus den Zauckeroder Bergwerken per Schiff zur Elbe transportiert werden. Der Tiefe Elbstolln wurde in jüngster Zeit aufwändig saniert.
Die Familie der Freiherren von Burgk sind von 1847 bis 1945 die letzten Besitzer des Ritterguts. Im Mai 1945 wird das Rittergut beschlagnahmt und ab Juli 1945 Versorgungsgut der Roten Armee. Von Herbst 1949 bis 1991 wird es zum Volkseigenem Gut Pesterwitz.
Der landwirtschaftliche Betrieb wird nach der Wende zum „Gut Pesterwitz“ und die Gebäude des ehemaligen Ritterguts umgebaut in Wohnungen und Geschäftsräume. Im Gemeindegebiet werden mehrere Neubaugebiete ausgeschrieben. Eines davon ist zum Beispiel das „Beamtenviertel“. Dieses Viertel liegt nah am Ortskern und ist zum größten Teil für Beamte gedacht. 1994 wurde es vom damaligen Ministerpräsidenten Kurt Biedenkopf eingeweiht. Nach einem Bürgerentscheid gegen eine Eingemeindung in die Stadt Dresden wurde am 1. Januar 1999 die Gemeinde Pesterwitz in die Stadt Freital eingemeindet.

## Politik
Von 1991 bis 2000 war Klaus Mättig (CDU) Bürgermeister beziehungsweise Ortsvorsteher von Pesterwitz. Von 2001 bis 2015 war er Oberbürgermeister von Freital.
Als einer der zuletzt eingemeindeten „Ortsteile“ von Freital hat Pesterwitz einen eigenständigen Ortschaftsrat, der (neben dem Freitaler Stadtrat) bei den Kommunalwahlen direkt gewählt wird. Dieser umfasst zehn Mitglieder. Bei der Ortschaftsratswahl am 25. Mai 2014 erreichte das Bündnis für Pesterwitz 5 Sitze, die Bürgerinitiative Pesterwitz 4 Sitze und die SPD einen Sitz. Wolfgang Schneider (Bündnis für Pesterwitz/CDU) wurde zum Ortsvorsteher gewählt.
In Pesterwitz fand die Ortschaftsratswahl am 13. Juni 1999 statt. Die Bürgerinitiative Pesterwitz trat als einziger Wahlvorschlagsträger an und erhielt damit alle Mandate bei einer Wahlbeteiligung von 70,2 %.
Bei der zweiten Ortschaftsratswahl am 13. Juni 2004 kam die Bürgerinitiative auf 99,5 % der Gesamtstimmen, die übrigen 0,5 % verteilten sich auf mehrere Einzelbewerber. Die Wahlbeteiligung sank auf 64,7 %.
In Pesterwitz wurde die Bürgerinitiative am 7. Juni 2009 erneut stärkste Kraft und erhielt 81,3 % der Stimmen, damit 9 Mandate. Ein Mandat ging an die SPD, die 11 % der Stimmen auf sich vereinte. Die FDP erreichte bei dieser Wahl 7,7 %. Die Wahlbeteiligung sank erneut, auf 62,4 %.
Im Vorfeld der Kommunalwahl am 25. Mai 2014 entstand mit dem Bündnis für Pesterwitz eine neue Wählervereinigung. Dieses erreichte bei der Wahl 44,6 % (5 Mandate), die Bürgerinitiative Pesterwitz nur noch 42,9 % (4 Mandate) und die Liste der SPD 12,5 % (1 Mandat). Die Wahlbeteiligung lag bei 66,7 %.
Das bei der Wahl 2014 erstmals angetretene Bündnis für Pesterwitz erlangte am 26. Mai 2019 mit 99,5 % alle Sitze im Pesterwitzer Ortschaftsrat. Die Bürgerinitiative Pesterwitz und die SPD, die in der ablaufenden Wahlperiode je einen Sitz im Rat hatten, waren nicht mehr angetreten. Ein halbes Prozent verteilte sich auf sonstige Bewerber. Die Wahlbeteiligung erreichte mit 76,1 % einen ähnlich hohen Wert wie in den anderen Ortschaften.
Im Stadtteil Pesterwitz traten 2024 das Bündnis für Pesterwitz und die Grünen an. 93,9 % der Wähler stimmten für die Wählergruppe, während die Grünen 6,1 % der Stimmen und damit einen Sitz im Ortschaftsrat erhielten. Die übrigen neun Sitze blieben beim Bündnis für Pesterwitz. Die Wahlbeteiligung lag bei 80,2 %.
| Jahr | Wahlbeteiligung | BfPw | BIPw | GRÜNE | SPD  | FDP | sonstige |
| ---- | --------------- | ---- | ---- | ----- | ---- | --- | -------- |
| 1999 | 70,2            | –    | 100  | –     | –    | –   | –        |
| 2004 | 64,7            | –    | 99,5 | –     | –    | –   | 0,5      |
| 2009 | 62,4            | –    | 81,3 | –     | 11,0 | 7,7 | –        |
| 2014 | 66,9            | 44,6 | 42,9 | –     | 12,5 | –   | –        |
| 2019 | 76,1            | 99,5 | –    | –     | –    | –   | 0,5      |
| 2024 | 80,2            | 93,9 | –    | 6,1   | –    | –   | –        |

| Jahr | Gesamt | BfPw | BIPw | GRÜNE | SPD | FDP | sonstige |
| ---- | ------ | ---- | ---- | ----- | --- | --- | -------- |
| 1999 | 10     | –    | 10   | –     | –   | –   | –        |
| 2004 | 10     | –    | 10   | –     | –   | –   | 0        |
| 2009 | 10     | –    | 9    | –     | 1   | 0   | –        |
| 2014 | 10     | 5    | 4    | –     | 1   | –   | –        |
| 2019 | 10     | 10   | –    | –     | –   | –   | 0        |
| 2024 | 10     | 9    | –    | 1     | –   | –   | –        |

## Wirtschaft
Zahlreiche Bewohner sind in Freital und in Dresden beschäftigt. Der Hauptwirtschaftszweig in Pesterwitz ist die Landwirtschaft und der Obstanbau, vorrangig Äpfel, aber auch Erdbeeren. Im Gut Pesterwitz kann man dann die landwirtschaftlichen Erzeugnisse kaufen. Neben dem Gut gibt es noch einige Geschäfte, die die Grundversorgung der Bewohner übernehmen.
Pesterwitz ist auch ein Ort des sächsischen Weinanbaus, der hier bereits für das Jahr 1552 nachweisbar ist. Heute baut das Gut Pesterwitz auf den Hängen westlich von Pesterwitz auf rund zehn Hektar Rebfläche rote und weiße Reben auf sandigem Lößlehmboden an, z. B. Goldriesling, Müller-Thurgau, Bacchus, Riesling, Scheurebe, Weißburgunder. Sie bilden die Lage Pesterwitzer Jochhöhschlößchen, welche zur Dresdner Großlage Elbtal gehört. Die Produktion 2023 liegt bei 40.000 Flaschen (16 Sorten). Die derzeit ältesten Rebstöcke wurden 1986 gepflanzt.

## Öffentliche Einrichtungen
- Grundschule Pesterwitz
- Kindergarten
- Bürgerbüro Pesterwitz
- Freiwillige Feuerwehr Freital, Löschzug Pesterwitz

## Kultur und Sehenswürdigkeiten

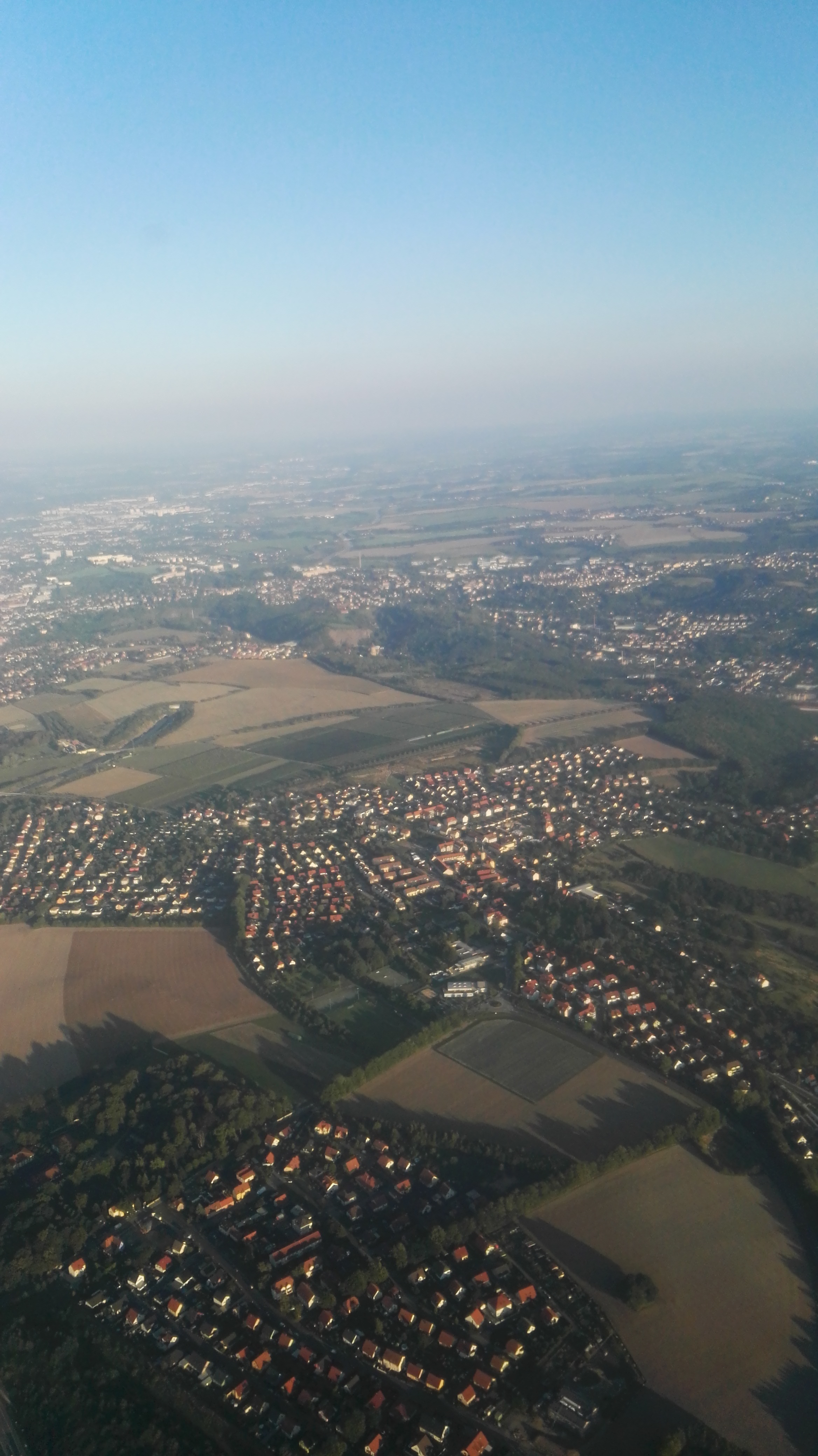
Luftbild von Pesterwitz (im Vordergrund Altfranken)

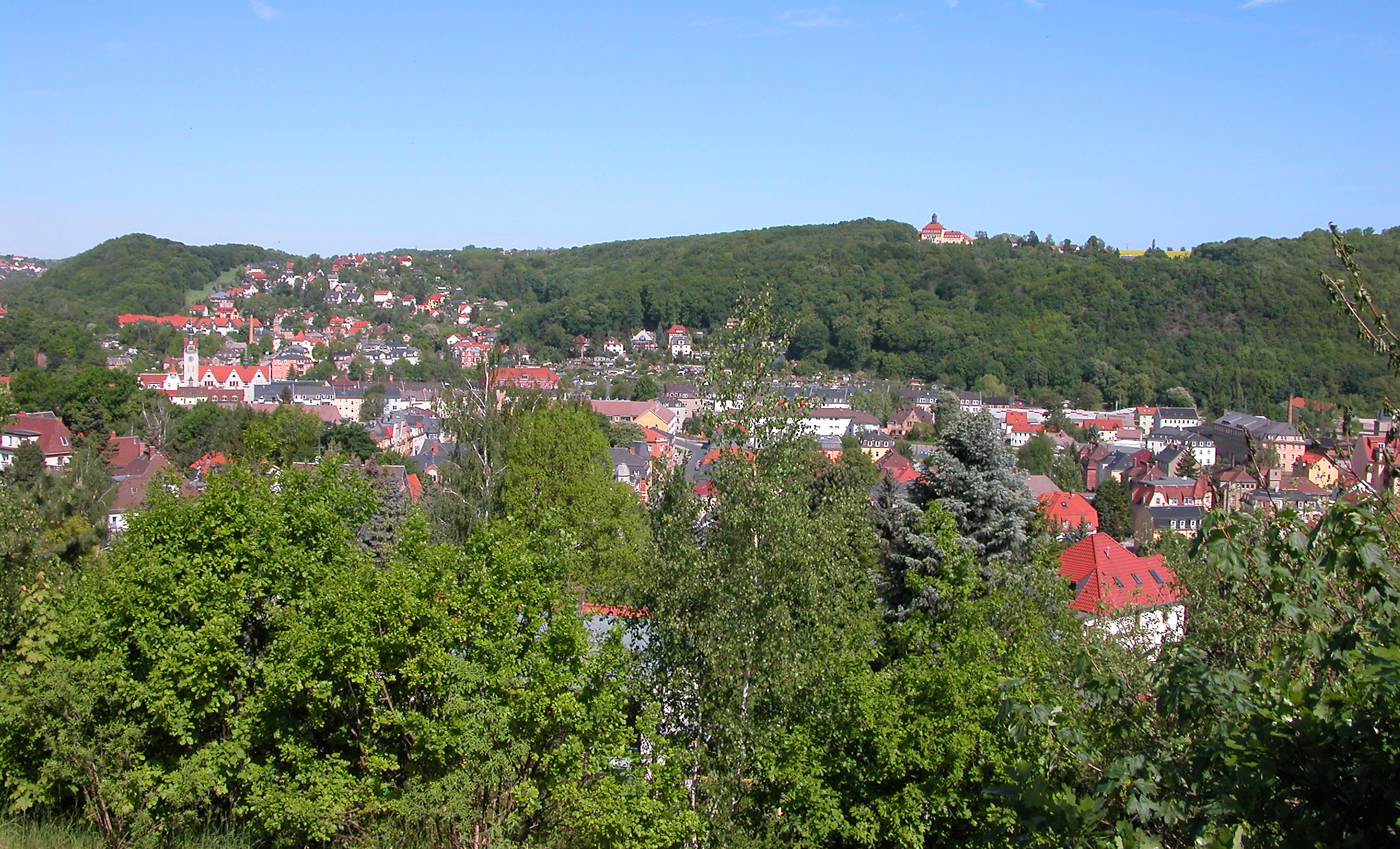
Fernsicht von Süden über Freital zum Burgwartsberg (links) und Jochhöhschlösschen (rechts)

### Sehenswürdigkeiten
Sehenswert ist die St.-Jakobus-Kirche (Lage), deren Architekt der sächsische Kirchenbaumeister Woldemar Kandler ist, und die alte Pesteiche die über 300 Jahre alt ist. (Lage).
An einigen Aussichtspunkten hat man einen sehr schönen Blick über Dresden oder Freital. Etwas außerhalb des Ortes liegt das Weinbergschlösschen Jochhöh (Lage), das lange Zeit als Alten- und Pflegeheim diente. Sehenswert ist ebenfalls der Burgwartsberg (249,4 m), um den sich mehrere Sagen ranken und der Standort der Burg Thorun gewesen sein soll.
Der Schatz im BurgwartsbergEs ist nicht belegt, aber die Sage berichtet, dass in grauer Vorzeit eine mit starken Waffen geschützte Burg auf dem Berg stand, die das von den Deutschen eroberte Gebiet vor Überfällen schützen sollte. Auf der Burg lebte der Burgwart. Noch heute heißt die Erhebung Burgwartsberg. Der Sage nach befindet sich im Inneren des Berges ein Schloss mit riesigen Schätzen. Unter anderem sei da eine Braupfanne voller Gold. Einstmals wollte die Burgwartstochter Edelgard den Schatz heben und ließ sich, um die unterirdischen Gänge benutzen zu können, in eine Kröte verwandeln. Noch heute bewacht sie, in diesen hässlichen Körper gepresst, den Schatz. Nur alle 300 Jahre zeigt sie sich in ihrer wirklichen Gestalt und bittet junge, uneigennützige Männer um Erlösung. Aber bis heute ist es niemanden gelungen, das Krötenungeheuer dreimal zu küssen. So liegt der Reichtum nach wie vor im Berg. In der Mitte des 19. Jahrhunderts versuchten Bergleute, unter dem Plateau des angenommenen Burgplatzes einen Stollen zu graben, um in den Besitz des Goldes zu gelangen, jedoch vergeblich. So soll noch heute in der Johannisnacht ein blaues Licht aus dem Berg leuchten und den Weg zum Schatz zeigen. Wer hat das Licht gesehen?

### Kulturelles Leben
Regelmäßig werden in der St.-Jakobus-Kirche seit Jahren die „Pesterwitzer Konzerte“ veranstaltet. Unter anderem spielte hier 1993 der Liedermacher Gerhard Schöne. Seit 1999 probt und konzertiert in Pesterwitz der inzwischen fest in der Dresdner Chorlandschaft etablierte „Kammerchor Pesterwitz“. 2019 feierte er sein zwanzigjähriges Bestehen mit einem fulminanten Jubiläumskonzert in der St.-Jakobus-Kirche. Weitere Veranstaltungen sind die Après-Ski-Party im Januar, Fasching, im Juni das Sport- und Vereinsfest des SV Pesterwitz und im September das Herbst- und Weinfest.

## Sport
Sportlich kann man sich beim SV Pesterwitz e. V. betätigen. Dort kann man dank gut ausgebauter Sportanlagen Fußball, Tennis, Volleyball, Beachvolleyball, Basketball, Callanetics, Gerätturnen oder Kegeln betreiben. Beim Schützenverein wird das Schießen geübt. Seit 2003 hat Pesterwitz eine BMX-Bahn für alle Interessierten. Im gleichen Jahr gründete sich auch der 1. Pesterwitzer Ski-Club.

## Verkehr

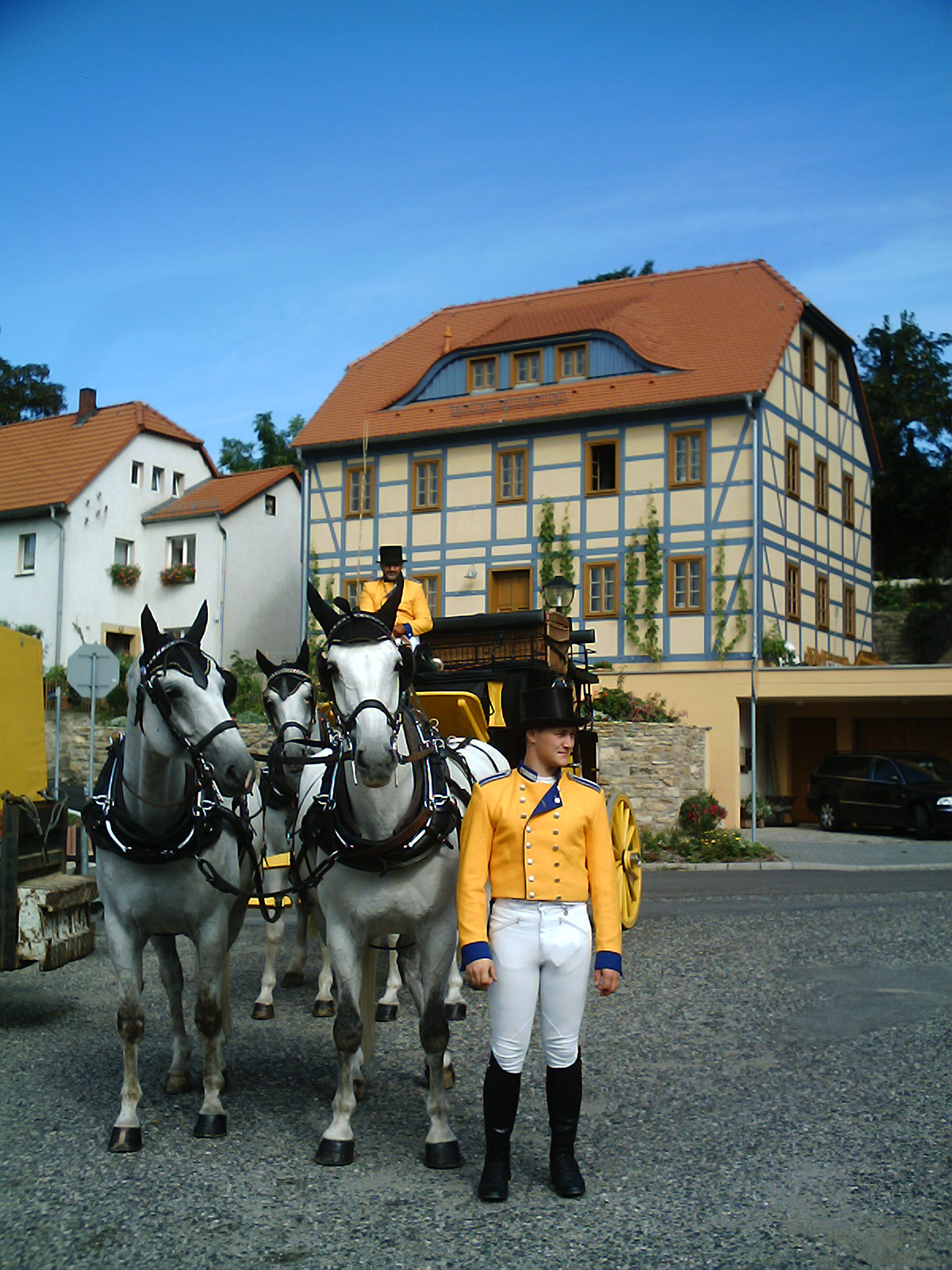
Postkutschenhalt am Weingut, im Hintergrund die ehem. Pesterwitzer Weinstuben

Im Verkehrskonzept der Stadt Dresden von 1994 gab es Überlegungen zur Netzergänzung einer Straßenbahnlinie von Dresden-Wölfnitz nach Pesterwitz. Dies wurde aber nach der Eingemeindung zu Freital wieder verworfen. Nun bestehen werktags je Stunde sechs Busverbindungen mit der DVB-Linie 90 nach Dresden sowie eine Busverbindung mit der RVSOE-Linie C nach Freital.
Die A 17 führt zwar zwischen dem Tunnel Altfranken und dem Dölzschener Tunnel durch das Gebiet des Stadtteils, aber hat hier keine Abfahrt. Die nächste Anschlussstelle ist in ca. 5 km Entfernung Dresden-Gorbitz an der B 173. Der nächste Verkehrsflughafen ist der Flughafen Dresden in Dresden-Klotzsche, er ist über die A 17/A 4 in etwa 20 Minuten zu erreichen.
Sehr umstritten war lange Zeit der Neubau der Kohlsdorfer Landstraße, einer weiteren Verbindung neben der bestehenden Otto-Harzer-Straße von der Kesselsdorfer Straße nach Pesterwitz. Die Auseinandersetzung über dieses Bauprojekt ging bis vor das Bundesverwaltungsgericht. Die Ausgaben von 1,7 Millionen Euro wurden im Schwarzbuch des sächsischen Steuerzahlerbundes angeprangert. Ende März 2007 wurde mit dem Bau begonnen. Im September 2008 wurde sie für den Verkehr freigegeben.

## Persönlichkeiten (alphabetisch)
- Rolf Becker (* 6. März 1929 in Dresden; † 4. März 2008 in Pesterwitz), Volkskünstler, genannt „Knete-Becker“
- Arthur Moritz (* 13. April 1893 in Oschatz; † 4. Januar 1959, in Pesterwitz), Maler
- Hans Petzsch (* 1910 in Pesterwitz; † 1974 in Halle (Saale)), Zoologe und Zoodirektor in Dresden und Halle
- Johann Benjamin Thomae (* 1682 in Pesterwitz; † 1751 in Dresden), Bildhauer
- Armin Zoll (* 1934 in Pesterwitz), Gebrauchsgrafiker und Illustrator